# Karátos védelem
A Karátos védelem (eredeti cím: The Cutter) 2005-ben bemutatott amerikai akciófilm William Tannen rendezésében. A főbb szerepekben Chuck Norris, Joanna Pacuła, Daniel Bernhardt, Bernie Kopell és Marshall R. Teague látható.
Az Amerikai Egyesült Államokban 2006. március 14-én mutatták be a mozikban.

## Cselekmény
Az egykori spokane-i rendőrből lett magánnyomozó elvállalja egy eltűnt gyémántcsiszoló ügyét. Az eset a náciktól a modern kori maffiáig húzódó, szerelemmel és gonoszsággal átszőtt kalandba vezeti.

## Szereplők
| Színész            | Szerep               | Magyar hang   |
| ------------------ | -------------------- | ------------- |
| Chuck Norris       | John Sheperd nyomozó | Jakab Csaba   |
| Joanna Pacuła      | Elizabeth Teller     | Fehér Anna    |
| Daniel Bernhardt   | Dirk Cross           | Láng Balázs   |
| Bernie Kopell      | Isaac Teller         | Izsóf Vilmos  |
| Todd Jensen        | Parks                | Tarján Péter  |
| Tracy Scoggins     | Alena                | Törtei Tünde  |
| Marshall R. Teague | Moore                | Juhász György |
| Deron McBee        | Alex, tévészerelő    |               |
| Dean Cochran       | Eddie                |               |
| Curt Lowens        | Speerman ezredes     | Gruber Hugó   |
| Aaron Norris       | Tony Maylan          |               |
| Mark Ivanir        | Joseph doktor        |               |

## A film készítése
A forgatás a washingtoni Spokaneban zajlott.

## Bemutató és kritikai visszhang
A Sony 2006. március 14-én adta ki DVD-n az Egyesült Államokban.
A DVD Talk kritikusa egy 5-ös skálán 1,5-re értékelte a filmet, amely szerinte egyszerűen csak rossz és összefoglal mindent, ami filmes szempontból átlagosnak számít. A DVD Verdict értékelése is hasonló volt, a filmet középszerűnek tartja, „konkrétan egy unalmas és gyatra akciómozi”.

## Fordítás
- Ez a szócikk részben vagy egészben  a   The Cutter című angol Wikipédia-szócikk fordításán alapul.  Az eredeti cikk szerkesztőit annak laptörténete sorolja fel. Ez a jelzés csupán a megfogalmazás eredetét és a szerzői jogokat jelzi, nem szolgál a cikkben szereplő információk forrásmegjelöléseként.